# عين سلمان
عين سلمان قرية من قرى ينبع النخل في محافظة ينبع والتابعة لمنطقة المدينة المنورة في السعودية، تبعد عن المدينة المنورة () كم، وعن ينبع النخل () كم. يسكنها عدد من قبائل جهينة والأشراف.